# Morais Futebol Clube
O Morais Futebol Clube é um clube Português, localizado na freguesia de Morais, município de Macedo de Cavaleiros, distrito de Bragança, Portugal.

## História
O clube foi fundado em 2002 e o seu actual presidente é Rodrigo Manuel Vaz Cepeda, a equipa de uma pequena freguesia de Morais pertencente ao distrito de Bragança. A equipa de seniores participa na época de 2009-2010, no campeonato da III Divisão  Série A.
O principal objectivo é a manutenção na III Divisão  Série A.

## Futebol

### Histórico
|                   | Nº Presenças   | Títulos |
| ----------------- | -------------- | ------- |
| Temporadas na 1ª  | 0              |         |
| Temporadas na 2ª  | 0              |         |
| Temporadas na 2ªB | - (a decorrer) |         |
| Temporadas na 3ª  | -              |         |
| Taça de Portugal  | -              |         |
| Taça da Liga      | 0              |         |

### Classificações
| Escalão          | 00/01 | 01/02 | 02/03 | 03/04 | 04/05 | 05/06 | 06/07 | 07/08 | 08/09 |
| ---------------- | ----- | ----- | ----- | ----- | ----- | ----- | ----- | ----- | ----- |
| Liga Sagres      | -     | -     | -     | -     | -     | -     | -     | -     | -     |
| Liga Vitalis     | -     | -     | -     | -     | -     | -     | -     | -     |       |
| II Divisão       | -     | -     | -     | -     | -     | -     | -     | -     | -     |
| III Divisão      | -     | -     | -     | -     | -     | -     | -     | -     | -     |
| 1º Escalão Dist. | -     | -     | -     |       | -     | -     | -     | -     | -     |
| 2º Escalão Dist. | -     | -     | -     | -     | -     | -     | -     | -     | -     |
| 3º Escalão Dist. | -     | -     | -     | -     | -     | -     | -     | -     | -     |

## Estádio
A equipa disputa os seus jogos caseiros no Estádio Santo André, em Morais, Macedo de Cavaleiros.

## Equipamento
A equipa enverga equipamento da marca Macron.